# Srepiče, Štalenska gora
Srepiče (nemško Stuttern) je naselje v občini Štalenska gora v okraju Celovec-dežela na Koroškem v Avstriji.

## Geografska umeščenost v prostor
Srepiče ali tudi Srepče, kot so jim nekoč rekli po domače, so mala zgodovinska vas, skorajda skrita v zahodnem, hribovitem vznožju Štalenske gore ter gravitirajo med Otmanjami (faro) in Gospo Sveto ter Gosposvetskim poljem. Vodovja se izlivajo v Glino.

## Krajevno ime in poimenovanje
Pavel Zdovc je zapisal rabo krajevnega imena za oba dela vasi v obeh občinah Štalenska gora in Gospa sveta kot sledi: Srepiče (á) pri Gospe Sveti, tudi Srepiče pri Otmanjah; v Srepičah, v Srepiče, iz Srepič, tudi Srepče, obina Štalenska gora, Trška obina Gospa Sveta, poštna števila 9063 Gospa Sveta.

## Zgodovina
Majhen zaselek, ki leži v najtišjem kotu občine, je prvič omenjen v ustanovni listini župnije Otmanje (1134). Takrat so dobrotniki cerkve v Otmanjah salzburškemu nadškofu podarili dve hubi v Srepičah kot nadomestilo za pravico do desetine, dodeljeno novi župnijski cerkvi. 
Krajevno ime je zelo staro (na to kaže končnica -ern v nemščini) in je verjetno nastalo pred prelomom tisočletja. Ime je dobilo po konjereji, ki je bila pogosta v zgodnjem srednjem veku. Obsežni močvirnati travniki ob Srepškem potoku so jim zagotavljali krmo. V zgodnjem novem veku se je z vodo bogata depresija, skozi katero je v ledeni dobi tekla reka Glina, uporabljala za gojenje rib v ribnikih. Zamuljeni ostanki ribnikov, ki jih je prvotno ustvarilo Grad Plešivec, so danes dragoceni biotopi z bogato paleto rastlin in živali.
Občinska meja poteka prav skozi središče zaselka, kjer sta bili prevladujoči posesti gospoda Gospa Sveta in komenda »Sandhof« (Pesek / Na pesku / Šentjur) Tevtonskega (nemškega) viteškega reda. Od srednjega veka je imel tu v lasti podložnike in pravice do desetine tudi benediktinski, samostan v Šentjuriju ob Dolgem jezeru, zlasti veliko posestvo p.d. Pirker, ki se je še v 19. stoletju imenovalo Ačale.

## Cerkvena ureditev
Srepiče pripadajo dvojezični dekaniji Tinje, ki je bila do leta 1938 slovenska (razen Otmanj, ki so bile dvojezične, nemško-slovenske) ter je sedaj uradno dvojezična, medtem ko je župnija Otmanje, kateri pripada Srepiče, uradno le še nemška. 

## Narečje
Nemščina je prisotna v obliki osrednje-koroškega nemškega narečja.
Zgodovinsko domače slovensko narečje je bila poljanščina Celovškega polja, kot je bilo zapisano v sosednji vasi Zapuže v doktorski disertaciji Katje Sturm-Schnabl leta 1973 ter terminološko opredeljeno kot takšno šele v okviru znanstveno raziskovalnega dela Bojana-Ilije Schnabla ob pripravah za Enciklopedije slovenske kulturne zgodovine na Koroškem (2010 oz.  2016). O postopni germanizaciji področja je zapisano pričevanje duhovnika Pavla Zablatnika v Enciklopediji slovenske kulturne zgodovine na Koroškem  za časa njegovega delovanja v sosednji župniji Otmanje med letoma 1971 in 1962. Zapisano je: »V pogovoru z avtorjem o njegovem delu v župniji Otmanje, ki je bila edina župnija v dekaniji Tinje, ki je bila v medvojnem obdobju vodena dvojezično v nemščini in slovenščini (druge so bile slovenske), po vojni pa je bila vodena v nemščini, je poročal, da so se mu starejše ženske v župniji pod varstvom zaupnosti spovedovale v slovenščini. Tudi to je izjemen pokazatelj jezikovno-sociološkega razvoja slovenščine v župniji in v politični občini Štalenska gora.« 

## Ledinska imena
Ledinska imena so bila na osnovi občinske zgodovine  občinski Štalenske gore Wilhelma Wadla znanstveno obdelana za celotno Celovško polje v okviru znanstveno raziskovanega dela Enciklopedije slovenske kulturne zgodovine na Koroškem od Bojana-Ilija Schnabla.  Važen uradni vir predstavlja tudi Franciscejski kataster, ki so objavljeni na spletu dežele Koroške. Zgodovinski fonetski zapisi predstavljajo slovensko narečno obliko, v kolikor so le-to uradniki češkega porekla razumeli. 
V Srepičah so zapisana sledeča ledinska imena:
- Na Spetschi (Na Speči)[18]) (severo-zahod)
- Krameta[19] (vzhod)
- blatto (Blato)[20] (jugo-vzhod)
- Stuttern (Srepče)[21] (jug)
- pod Stuttern (pod Srepčami)[22] (jug)

- Berg Obernmoos (hribček nad Blatom)[23] (jugo-zahod)
- Weingarten (Vinograd)[24] (jugo-zahod)
- Krauthen Kogel[25] (jugo-zahod)
- Kogel (Kogel)[26] (zahod)</ref> (jug)[27]

## Hišna imena
Wadl navaja sledeče hišno ime:
- p.d. Pirker (> nem. Atschalas) (slov. Ačale).[28][29][30]

## Slovensko kulturno življenje
Začetek 20. stoletja so bile Srepiče (enako kot sosednje Zapuže) zajete v kulturno življenje Slovenskega prosvetnega društva »Edinost Št. Tomaž«, ki je bilo ustanovljeno leta 1910 ter »Hranilnice in posojilnice Št. Tomaž«, ki je bila ustanovljena leta 1912/13 v Šenttomaža pri Celovcu. 

## Literarna podoba
- Bojan-Ilija Schnabl: Tamnah, Na Tamnah – Temna gora: Zgodovinska črtica o imenu hriba nad Celovškim poljem. V: Koledar Mohorjeve družbe 2013. Celovec 2012, str. 134-137.
- Bojan-Ilija Schnabl. Božja pot do Gospe Svete in nazaj ali večno mlade lipe. V: Koledar Mohorjeve družbe v Celovcu za prestopno leto 2012. Celovec: Mohorjeva družba, Celovec 2011, str. 112-116.
- Bojan-Ilija Schnabl: Poljanski camino, (Celovec, Mohorjev 2018), str. 14-23.